# 共和国 (政党)
共和国（羅馬化：Respublika），吉尔吉斯斯坦政党，2010年6月成立，现任主席和创始人奥穆尔别克·巴巴诺夫，吉尔吉斯富人，担任过总理。
该党在2010年10月10日议会选举中，获得13%的选票和23个议席，排名第4。随后共和国党与社会民主党、“故乡”党签署了组建议会多数派联盟的合作协议，宣布成立执政联盟。巴巴诺夫出任第一副总理。
2011年12月，“尊严”党加入执政联盟，政府改组，巴巴诺夫被推举为新总理。
2012年8月，“尊严”党和“故乡”党相继于21日和22日宣布退出执政联盟，执政联盟因此解散，巴巴诺夫政府垮台。